# Pseudonereis cortezi
Pseudonereis cortezi är en ringmaskart som först beskrevs av Kudenov 1979.  Pseudonereis cortezi ingår i släktet Pseudonereis och familjen Nereididae. Inga underarter finns listade i Catalogue of Life.